# ウィリアム・スチュワート・ハルステッド
ウィリアム・スチュワート・ハルステッド（William Stewart Halsted、1852年9月23日 – 1922年9月7日）は、米国の医師、外科医、医学者、医学教育者。使い捨てゴム手袋による無菌手術や麻酔の新手法、乳癌の根治的手術を開発したことで知られる。 
ウィリアム・オスラー、ハワード・アトウッド・ケリー、ウィリアム・ヘンリー・ウェルチらとともに、ハルステッドはジョンズ・ホプキンズ病院の「ビッグ・フォー」とされている。 
彼の個人的な生活についてはコカインに、後にはモルヒネ依存症となったことが知られている (当時はコカインもモルヒネも違法ではなかった) 。依存症はハルステッド自身の経験と実験からコカインの麻酔薬としての効果の研究のきっかけとなった。

## 生涯

### 出生からコロンビア大学まで

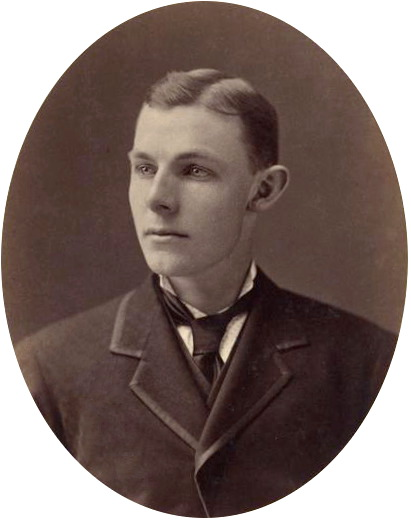
イェール大学卒業時のハルステッド（1874年）

1852年9月23日、ニューヨークで生まれる。生家はニューヨーク市に2軒の家を有する裕福な家庭だった。長老派教会の教えを受けたが、成人期までは不可知論者だった。自宅で教育を受けた後、1862年にマサチューセッツ州モンソンの寄宿学校へ入学した。1869年、マサチューセッツ州アンドーバーにあるフィリップス・アカデミーを卒業し、イェール大学に入学。サッカーチームのキャプテンであり、野球をし、クルーチームに入っていたが、学業成績は平均を下回っていた。大学4年のときに、医学への興味が沸き、医学部の講義に出席して解剖学や生理学について学び始めた。
1874年、外科と手術を専門とするコロンビア大学医科大学院に入学し、マンハッタンにあるベルビュー病院のインターンシップに参加した。この病院のインターンは、医学の学位を持つ学生のみに開かれていたが、ハルステッドは学位試験に上手く合格し参加することができた。このインターンでは、1867年にジョゼフ・リスターが考案した消毒技術が紹介され、ハルステッドは感染症の問題に興味を持った。1877年、医学博士号を習得して医科大学院を卒業した。

### 渡欧
1878年4月、ニューヨーク病院で研修医として働き始めた。このとき、親友となるウィリアム・H・ウェルチと出会う。このとき、ウェルチはベルビュー医科大学で研究室をすでに持っていたとされている。
研修医となったハルステッドだったが、アメリカでは医学部卒業生の医学キャリアを訓練する制度がなかったため、ハルステッドは10月に渡欧し、ドイツとオーストリアで著名な多くの外科医や医学者のもとで学んた。その中には、ハルステッドが導入する鼠径ヘルニアの消毒液を用いた手術などを考案したエドアルド・バッシーニや、また胃切除手術で知られるテオドール・ビルロートと弟子のヤン・ミクリッツ・ラデツキー、甲状腺切除手術のためのコッヘル鉗子を開発した エミール・テオドール・コッヘルもいた。折しも、ヨーロッパでは癌の研究が広まり始めたばかりで、この時のハルステッドの経験が後にアメリカで考案する医術に影響を与えた。

### アイデアの実践
1880年、ニューヨークに戻り、複数の病院で手術を行う訪問医を務める一方で、早速様々なアイデアを実行に移した。ベルビュー病院では、消毒の無菌空間を作るためにテントを張る事を提案した。この提案には当時10,000ドルかかった。
また、ハルステッドは講義も担当したが、古典的な教授方法を改めるために教室を改造し、クラスのトップにいる生徒のために、理論と組み合わせた実践的な体験のできるような空間に変えた。このため、ハルステッドは非常に人気がありカリスマ的な教師となった。
1882年、アメリカで最初の胆嚢手術を行った。患者は自身の母親で、実家の台所のテーブルで7つの胆石を取り除いた。また、妹が出産による失血で瀕死状態だったため、自分の血を抜き、妹に輸血をした。これがアメリカで最初の緊急輸血だった。
同じく1882年、ルーズベルト病院でアメリカで最初の乳癌に伴う「根治的乳房切断術（ハルステッド手術、ハルステッドの術式）」を実施した。ハルステッドは癌が血流を介して転移するという考えを持っていたので、腫瘍を十分に局所的に除去する事で癌が治癒すると考えていた。この手術法は1世紀前にフランスのバーナード・ペイリヘによって行われ、ドイツの外科医が行っていたが、ハルステッドは更に切除する箇所を深め、最終的に大胸筋と鎖骨近くのリンパ節、脇の下近くのリンパ節を除去した。根こそぎ切除するため、肋骨の輪郭が浮き出た格好になってしまい、腕の動きも悪くなる非常に過酷な手術だった。1898年にニューオーリンズで開催されたアメリカ外科協会の会議で、ハルステッドは局所再発の割合が大幅に減少したと結論づけた。さらに1907年にも多くの調査を元に同じ結果を示した。
ただし、局所再発と遠隔転移は自然放置と変わらないとされており、現在乳癌の生存率は、手術中に除去される量よりも、手術前にガンが転移する量と密接に関連していることが知られている。もっとも、これらの手術の成功でハルステッドは外科医としての名声が徐々に高まっていった。

### 局所麻酔とコカイン中毒
1884年、ジークムント・フロイトの示唆をうけてコカインによる世界初の局所麻酔（局所麻酔はアイラウの戦いにて足を長時間低温で冷やすとそのようになるという発想から考案され始めた）についてのオーストリア（のち1888年にアメリカに移住）の眼科医カール・コラーの報告書を読み、ハルステッドもコカインの局所麻酔の価値を見出した。ハルステッドは神経ブロックを考案し、1885年には神経ブロック法と表面麻酔法を発表した。
これらの麻酔法の考案のために、ハルステッド自身や同僚は互いに麻酔の実験をし合ったため、彼らはコカイン中毒になってしまった。同年、『New York Medical Journal』に記事を発表した際、親友でファイアストンの創業者であるハーベイ・ファイアストーンが一貫性のない文章から中毒の重大さを気付き、療養のためのヨーロッパ旅行を進めている。ハルステッドはヨーロッパ旅行に赴き、帰国後はロードアイランド州プロビデンスのバトラー療養所で7ヶ月療養を受けた。しかしこの療養所ではモルヒネを使ってコカイン中毒を治そうとしたため、ハルステッドは新たにモルヒネ中毒になってしまった。
薬物中毒は、ハルステッドにニューヨークでの医学キャリアの終わりを告げることとなった。しかしモルヒネ依存症になりつつも、彼はその後も先駆的な外科医としての功績を残していくことになる。

### ジョンズホプキンス病院
1886年、バトラー療養所を退院したハルステッドはメリーランド州ボルチモアに移り、友人のウェルチと新しいジョンズ・ホプキンズ病院の組織化と創設に関わった。ハルステッドはウェルチの実験室で働き始め、ハーバード大学医学部で論文を発表した。しかし、まもなくバトラー療養所に9ヶ月再入院した。
1889年5月、ジョンズ・ホプキンズ大学と連携した教育機関を兼ねるジョンズ・ホプキンズ病院が開院した。ハルステッドは外来部門の責任者になり、病院の外科医を務め、ウェルチから推薦され外科の准教授になった。ウェルチは暗にハルステッドの中毒について心配していたため、比較的少ない立場の部署に推薦したとされている。1890年に、病院の外科医長に任命された。
ジョンズ・ホプキンズ病院でのハルステッドの功績として、開院前後から初めて滅菌した手袋を医療用に採用したことが挙げられる。サウスカロライナ州知事ウェイド・ハンプトン (3世)の姪で、看護師のキャロライン・ハンプトンが消毒剤を素手にかける際、接触性皮膚炎と痛みを伴う湿疹に苦しんでいたため、ハルステッドはタイヤメーカーであるグッドイヤーに彼女のための「特注」のゴム手袋を作るよう手配した。手袋の使用は元々衛生上の理由で支持されていなかったが、その手袋は医療衛生を劇的に向上させた。ハルステッドは消毒液の刺激作用について述べた論文で、「私はある特別な女性のために薄いゴムの手袋を作らせた。それがとても良い出来だったため追加注文がなされた」と綴っている。ただし、キャロライン・ハンプトン自身は看護師を辞めてハルステッドと結婚したため、手袋をはめることは無かった。この事から、医療用手袋はハルステッドの恋の賜物という記事も見受けられる。

### ジョンズホプキンス医科大学初代外科教授

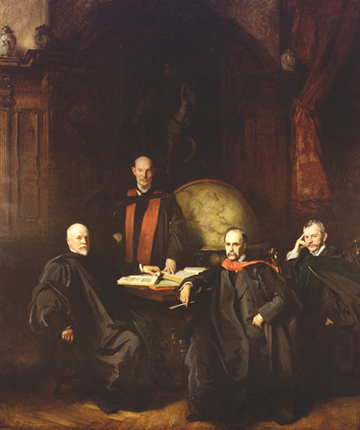
ジョン・シンガー・サージェント『4人の医師』（1907年）
左から、オスラー、ハルステッド、ウェルチ、ケリー

1892年、ジョンズ・ホプキンス医科大学が開校し、病理学・細菌学のウェルチ、内科のウイリアム・オスラー、婦人科のハワード・ケリーらと共に招聘され、初代の外科教授として医科大学の指導を担った。ハルステッドら開校時の教授は、後に「ビッグ・フォー」と称された。
この大学では、それまでの徒弟制度を廃して、アメリカで最初の正式な外科研修医制度が始まった。この制度では、学生たちは病院と提携した大学の提供する研修の中で、徐々に臨床医としての技術と責任感を見につけていく。この制度はハルステッドが始めたことで評価されているが、これは主にヨーロッパ（特にドイツやオーストリア、スイス）の制度に基づいている。ただし、このプログラムはウィリアム・オスラーに負う所も多い。この制度は、今日もアメリカで実施されている研修制度の基盤で、日本のインターン制度にも大きな影響を与えた。
さらに、ハルステッドは鼠径ヘルニアの術式をアメリカで初めて実施した。この鼠径ヘルニアは1878年のヨーロッパでの研修時代に教えを受けたエドアルド・バッシーニが1884年に実施したが、1890年代までこの手術はイタリア国外に知られていなかった。1895年には、後に脳外科のパイオニアとなるハーヴェイ・ウィリアムス・クッシングがハルステッドのもとで学んだほか、泌尿器科を創設することになるヒュー・ヤングも訓練を受け始めている。

### ハルステッド外科技法

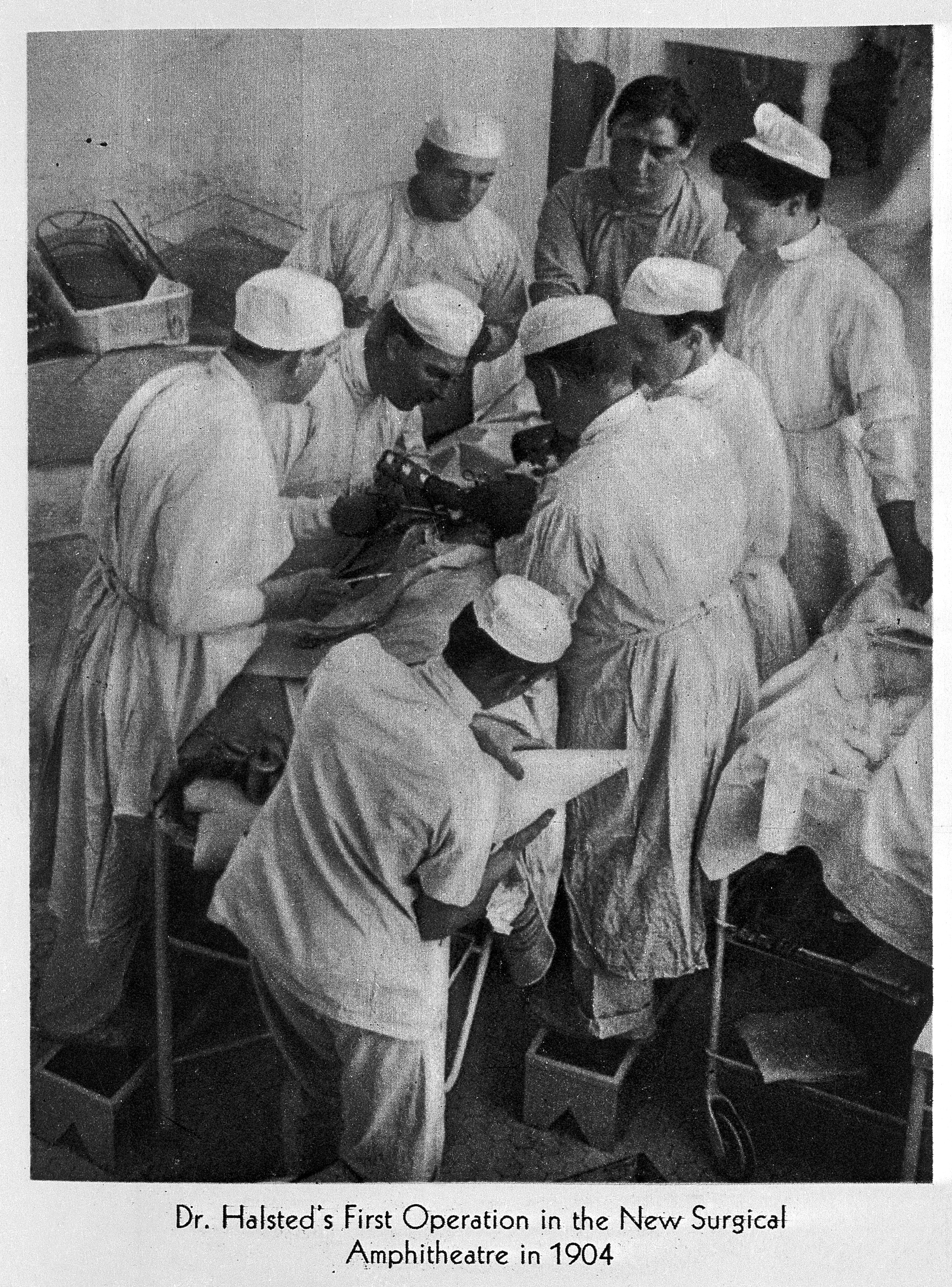
手術を行うハルステッド（中央左、1904年）

1904年、ハルステッドはそれまでの施術の集大成となるハルステッド外科技法を考案した。当時の手術は、1890年頃には血よけの前掛けをしていたのに代わり術衣（白衣とマスク、帽子）が普及し、患者の術野を滅菌布で覆うようにようになっていた。しかし、中には外出着のまま手術をする外科医もおり、素手で手術をするのが一般的だった。また、ハルステッドがベルビュー病院にいた頃から麻酔薬や無菌薬などが導入され始めていたが、これらは使い回されることもあり、多くの外科医は施術や治療に没頭しがちだった。そのため、素早く手術することも一つの理想とされていた。
ハルステッド外科技法は、ハルステッドの原則とも呼ばれる6つの原則、つまり
- 組織の丁寧な扱い（gentle handling of tissue）
- 確実な止血（accurate hemostasis）
- 血液供給の維持（Preservation of blood supply）
- 解剖に沿った鋭的剥離（sharp anatomical dissection）
- 出血のないきれいな術野（clean & dry field）
- 集束結紮の回避（avoidance of mass ligation）

に基づき、損傷と血液損失を最小限に抑えるべく、外科医が人体組織を尊重し、細心の優しさをもってそれらを「丁寧に（gentle）」「注意深く（carefully）」扱うという、秩序だった施術法である。しかも、丁寧に決められた工程を事前に決め、時間をかけて実践し、自然な治癒力（創傷治癒）などを重んじた上で完遂する外科技法を考案した。そのため、ハルステッドは止血鉗子のデザインに改良を加え、現代の止血鉗子に近づけたほか、縫合糸に上質な絹を使う事を指示した。
ハルステッドの下で学んだ医師たちも、こうした施術法を実践し、それを伝授した。1907年、ハルステッドのもとで学んでいたクッシングの下で、脳神経外科の創始者の一人であるウォルター・ダンディが学び始めている。

### 退官後
退官後は、妻キャロラインの資産であるノースカロライナの山荘で、趣味のダリアの栽培と天体観測を楽しみつつ余生を過ごした。1922年、胆石および胆管炎の手術の合併症としての気管支肺炎により、70歳の誕生日の16日前の9月7日に死亡。ハルステッドの死後、妻も2週間後に亡くなった。なお、2人の間に子どもはいない。